# Bambouseraie de Prafrance
Die Bambouseraie de Prafrance (auch Bambouseraie d’Anduze oder Bambouseraie en Cévennes genannt) beherbergt das größte Bambusgehölz außerhalb Asiens. Sie befindet sich in Frankreich am Fuße der Cevennen in der Gemeinde Générargues, im Département Gard, 2 km nördlich von Anduze.

## Geschichte
1856 pflanzte der Gewürzhändler und Hobbybotaniker Eugène Mazel (1828–1890) auf dem Gelände die ersten Exoten, die aus gemäßigten klimatisch Zonen Chinas, Japans, Nordamerikas und des Himalaya stammten. Nach seinem Tod wurde der Garten 1902 von Gaston Nègre erworben. Seither wird der Park bereits in dritter Generation von der Familie Nègre betreut, die das Gelände ab 1945 für die Öffentlichkeit gegen Eintrittsgeld zugänglich machte.
Die Bambuswald-Szenen im Henri-Georges-Clouzot-Film Lohn der Angst aus dem Jahr 1953 wurden in Prafrance gedreht.
Im strengen Winter 1956 erfroren die meisten Pflanzen; lediglich Bäume und größere Bambusbestände überlebten den Frost.
Im Jahr 2008 wurde die Bambouseraie in die Liste der historischen Monumente Frankreichs aufgenommen.

## Anlage
Mazel hatte das Gelände wegen der milden klimatischen Bedingungen am Fuß der Cevennen ausgewählt und 1855 damit begonnen, Bewässerungsgräben anzulegen, die heute noch in Betrieb sind. Die Anlage umfasst insgesamt 35 Hektar, wovon inzwischen 15 Hektar für Besucher zugänglich sind. Sie gliedert sich in mehrere Schwerpunktgärten, u. a. das Bambusarium (Schaugarten für verschiedene Bambussorten), das „Tal des Drachens“ (Japangarten) und ein vollständig aus Bambusmaterialien erbautes laotisches Dorf. Eine Besonderheit ist das Heckenlabyrinth auf dem Kinderspielgelände, das aus der dichtwachsenden Bambusart Semiarundinaria makinoi besteht. Insgesamt werden derzeit rund 200 verschiedene Bambusvarietäten gezeigt. Im milden Klima der Cevennen werden hochwachsende Sorten bis zu 25 m hoch, in Asien erreichen die gleichen Sorten jedoch Höhen bis zu 40 m.
Von Anduze bzw. Saint-Jean-du-Gard aus kann der Garten mit einer historischen Dampfeisenbahn angefahren werden.

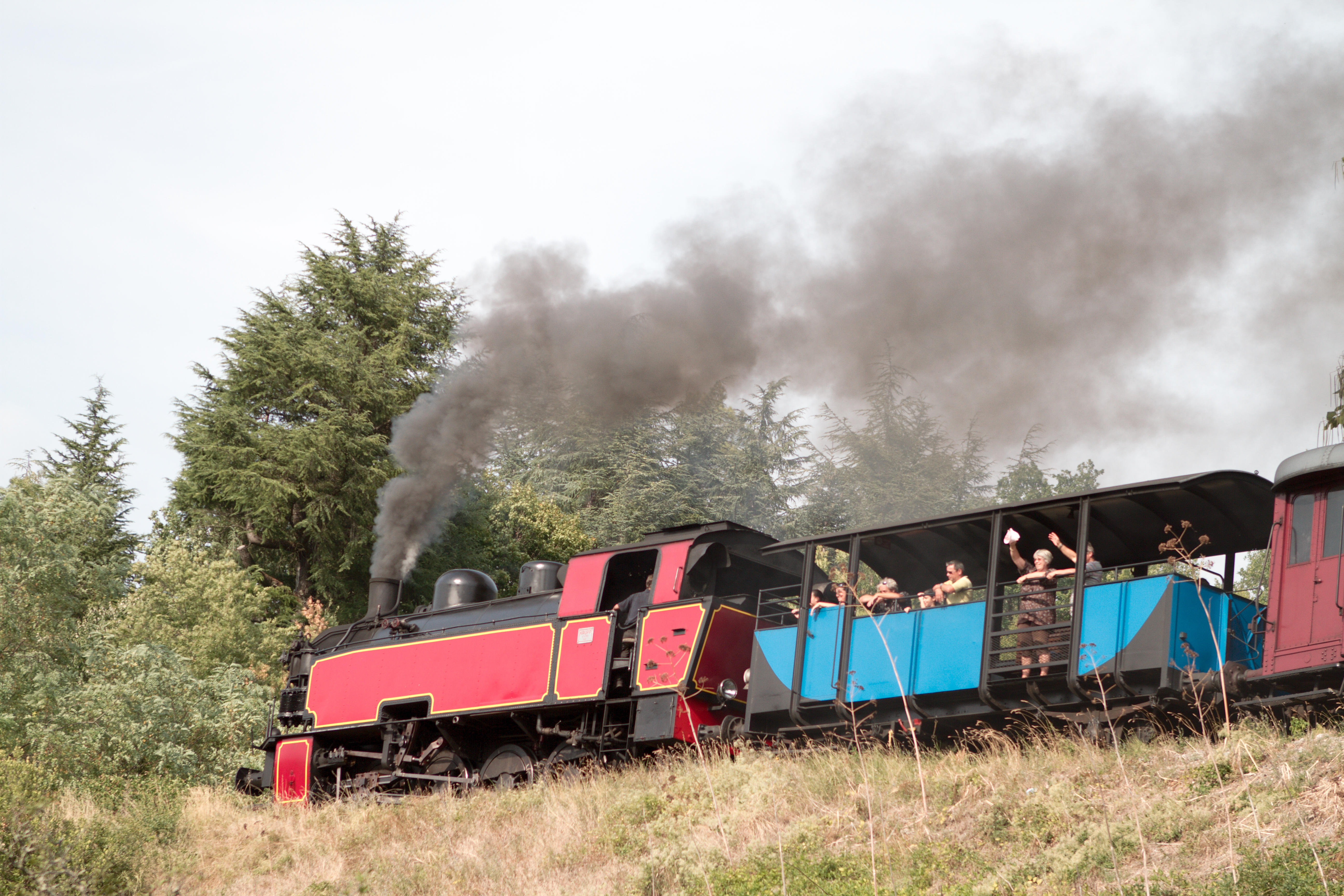
Dampfeisenbahn
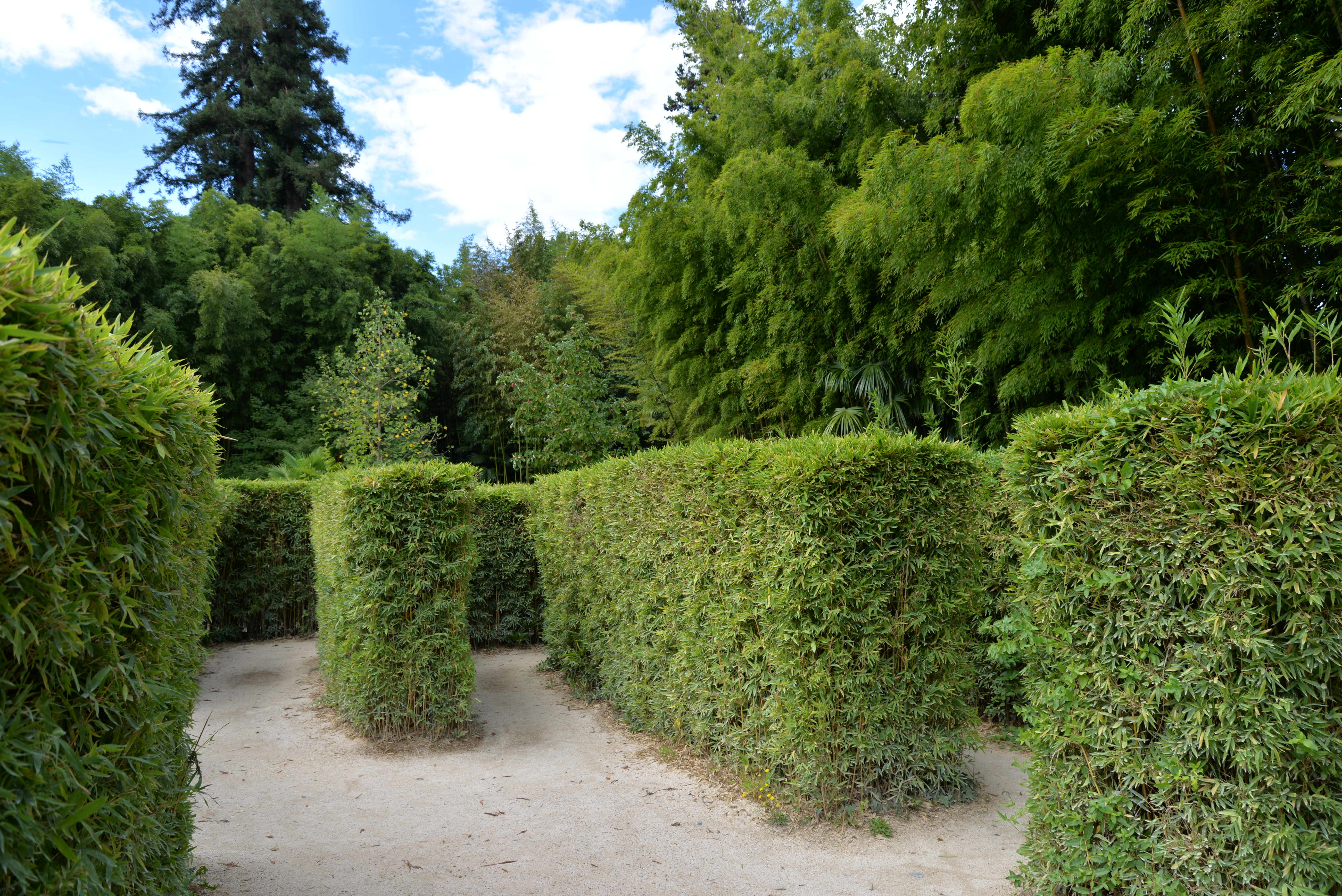
Heckenlabyrinth
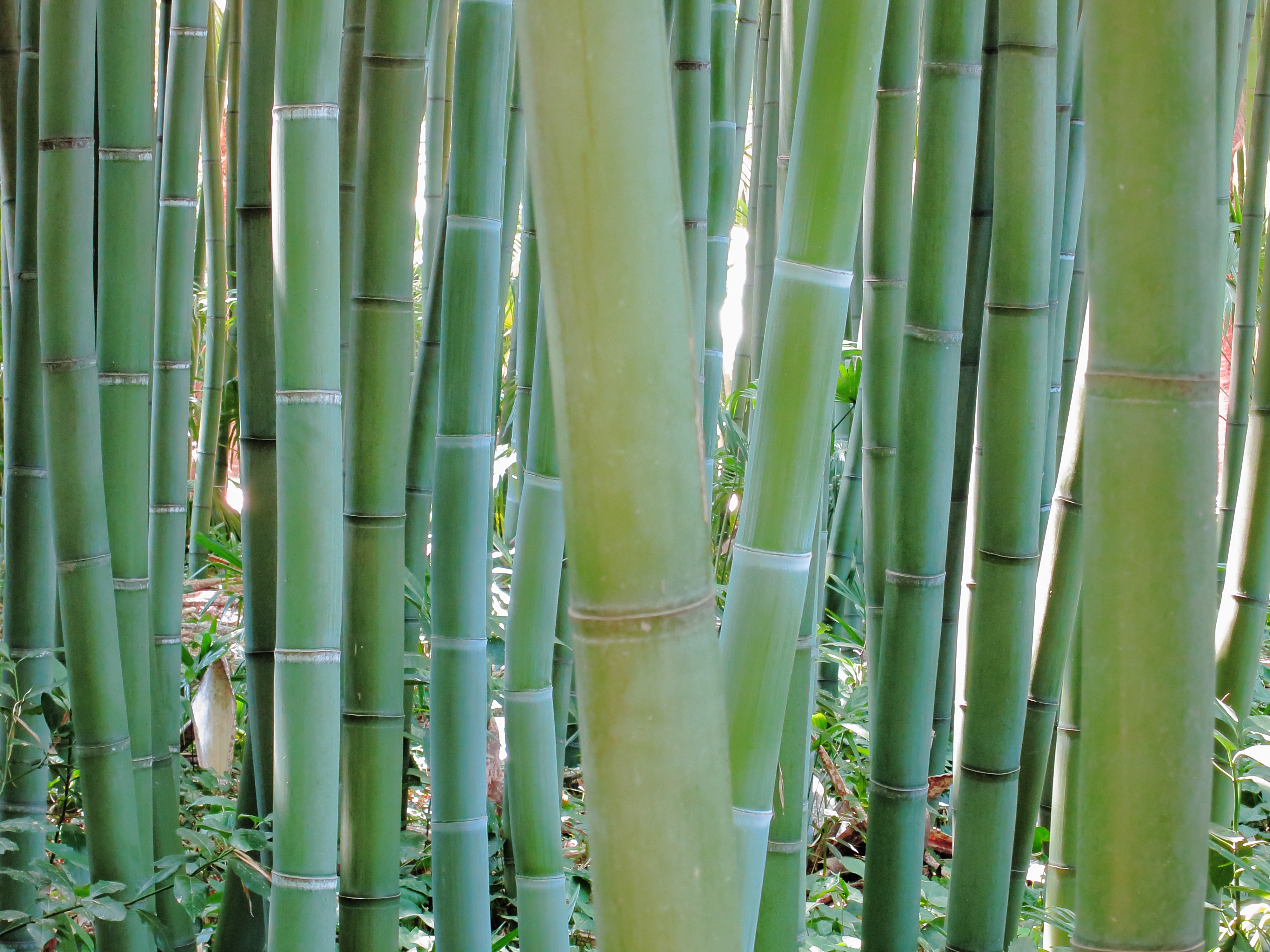
Phyllostachis spec.
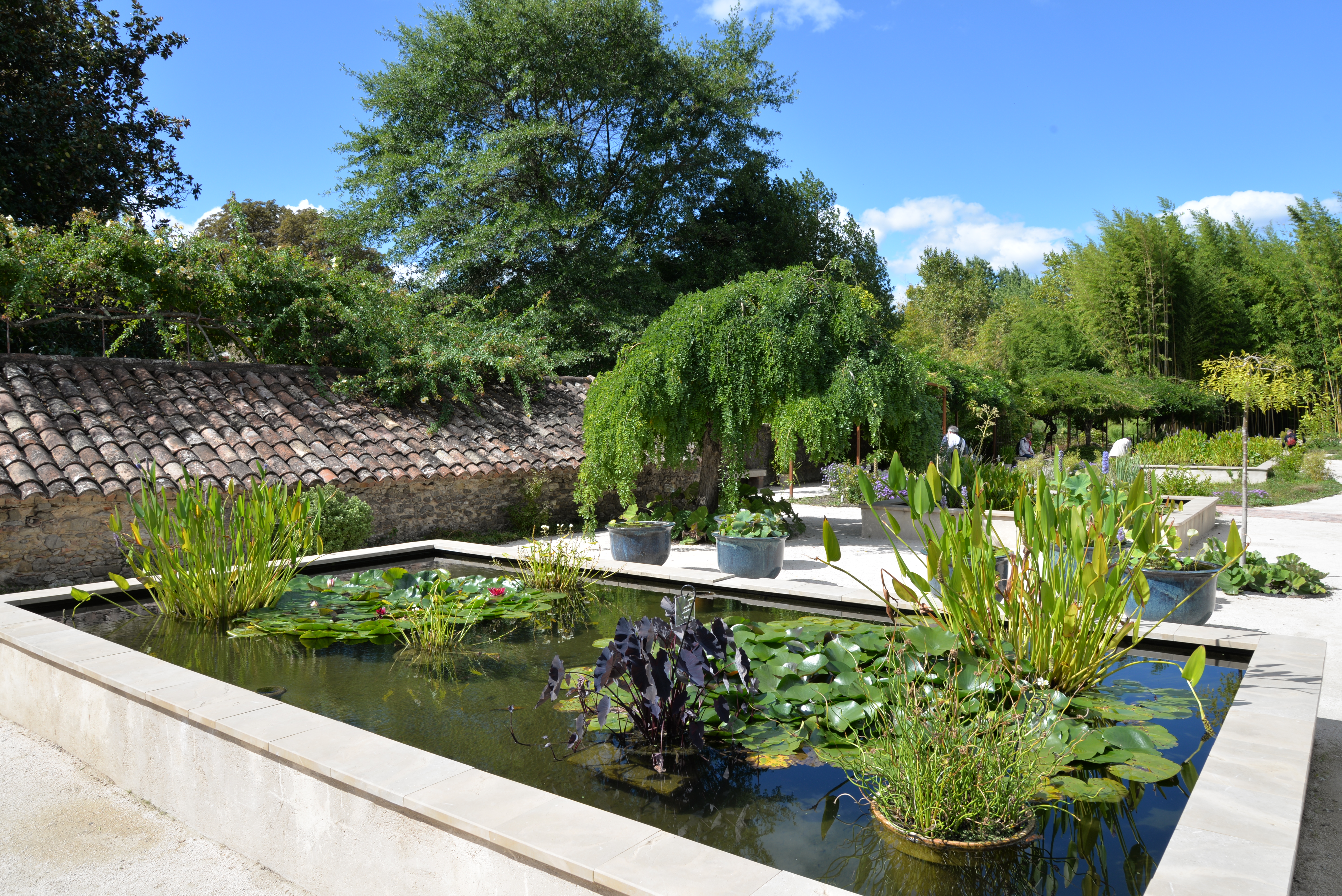
Wassergarten
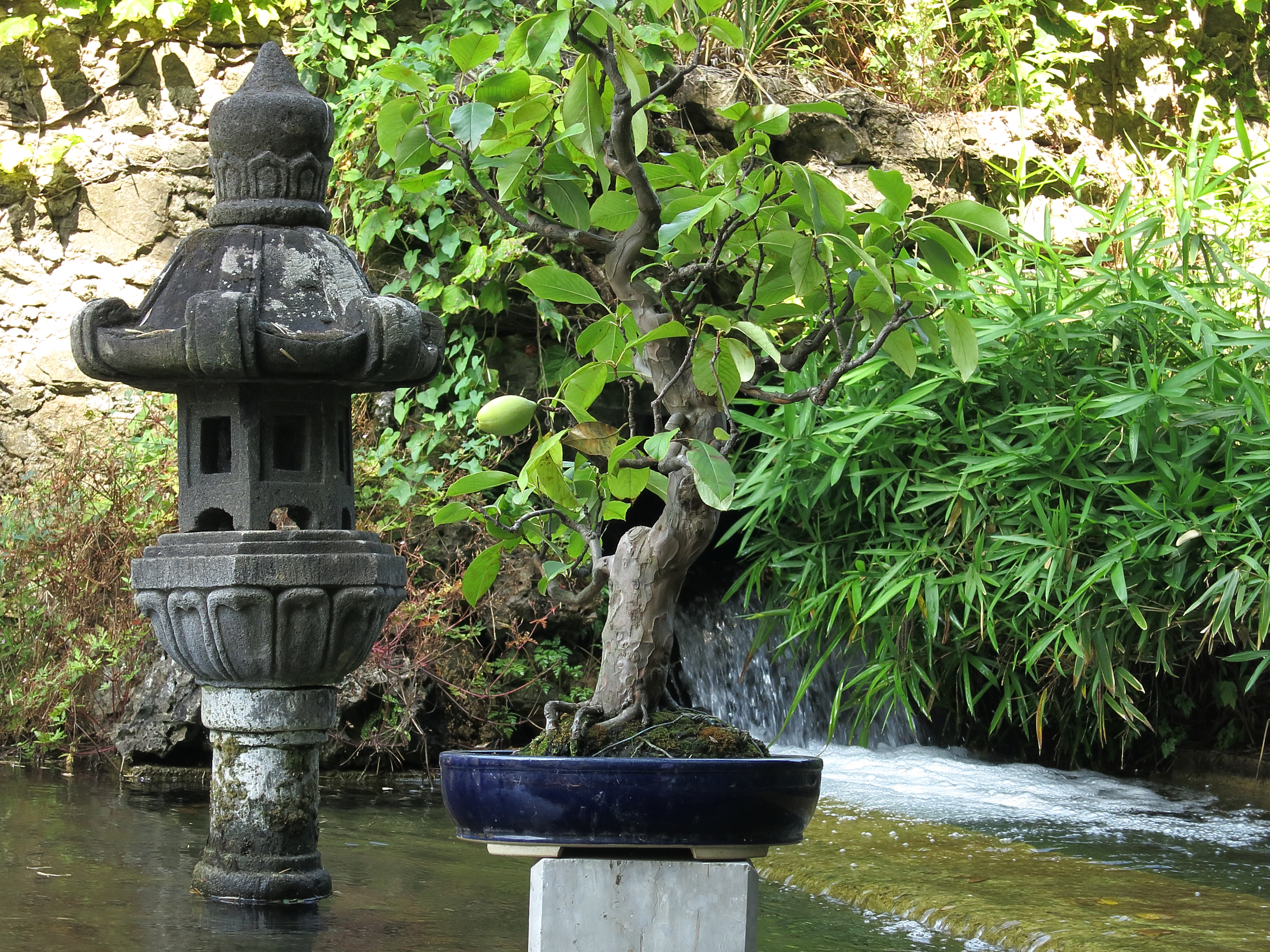
Bonsai im Wassergarten